# Alessandro Brustenghi
Alessandro Giacomo Brustenghi (Castiglione della Valle, 21 april 1978) is een Italiaans tenor. Zijn artiestennaam is Frate Alessandro (Italiaans) of Friar Alessandro (Engels); dit is ook zijn kloosternaam. Hij is frater bij de orde der franciscanen.

## Levensloop
Brustenghi groeide op in de provincie Perugia, waar hij geboren is. In 1999 trad hij, 21 jaar, toe tot de franciscanen in Spoleto. Van 2002 tot 2004 onderbrak hij het kloosterleven om muziek te studeren. Nadien keerde hij terug naar het klooster waar hij zijn baccalaureaat theologie afmaakte. In 2009 werd hij franciscaner monnik.
Zijn werk in de kloosters in Italië is schrijnwerker. Zo werkte hij meerdere jaren in de Basilica di Santa Maria degli Angeli van Assisi, het belangrijkste klooster van de franciscanen in Italië want de stichter Franciscus van Assisi wordt er vereerd.
Eerder toevallig ontdekte Mike Hedges, producer van onder meer U2, hem als tenorzanger. Er volgden albums bij Universal Music waar frater Alessandro religieuze liederen brengt:
- 2012 Voice from Assisi
- 2013 Voice of joy
- 2015 Voice of Peace
- 2019 Il Paese del Sole
- 2020 La nostra Voce – Storia di un dono.

Voor frater Alessandro zijn religieuze liederen een manier van evangelisatie.